# Torymus tatianae
Torymus tatianae är en stekelart som beskrevs av Zavada 2001. Torymus tatianae ingår i släktet Torymus och familjen gallglanssteklar. Inga underarter finns listade i Catalogue of Life.